# Ted Shawn
Ted Shawn (nom artístic d'Edwin Myers Shawn, 21 d'octubre de 1891 - 9 de gener de 1972) va ser un dels homes pioners més destacats de la dansa moderna nord-americana. A més de crear l'escola Denishawn amb la seva exdona Ruth Saint Denis, també fou responsable de la creació de la coneguda companyia exclusivament masculina Ted Shawn and His Men Dancers. Amb les seves idees innovadores sobre el moviment masculí, va ser un dels coreògrafs i ballarins més influents de la seva època. També fou el fundador i creador de Jacob's Pillow Dance Festival a Massachusetts, i "va ser nomenat cavaller pel rei de Dinamarca pels seus esforços a favor del Royal Danish Ballet".

## Ted Shawn i la creació de Denishawn

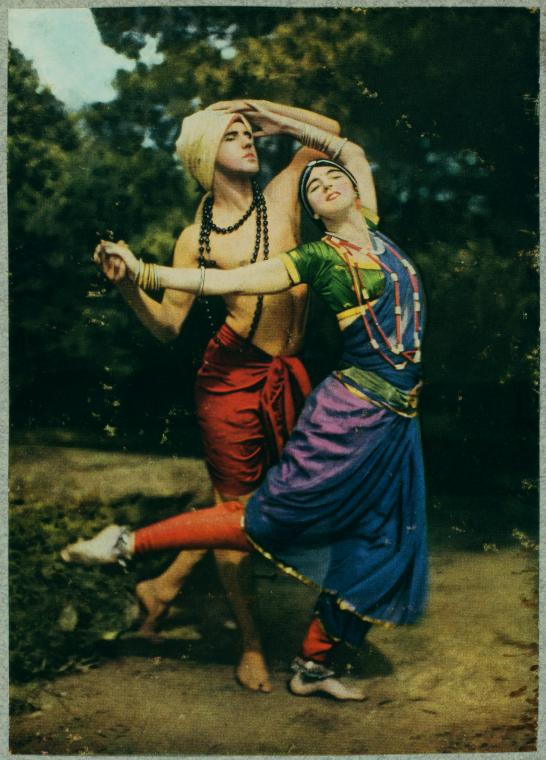
Ted Shawn amb la ballarina i parella Ruth Saint Denis el 1916.

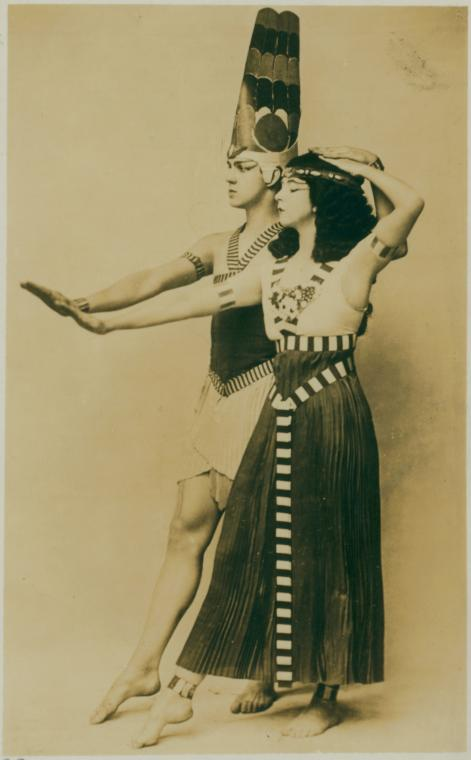
Ted Shawn i Ruth Saint Denis al ballet egipci

Ted Shawn va néixer a Kansas City (Missouri) el 21 d'octubre de 1891. Va assistir a la Universitat de Denver, originalment amb la intenció de convertir-se en sacerdot. Durant la seva estada a la universitat, va contraure diftèria als 19 anys provocant-li una paràlisi temporal de cintura per avall. En la fisioteràpia rebuda per a la malaltia Shawn es va iniciar en el món de la dansa estudiant amb Hazel Wallack el 1910, una antiga ballarina de la Metropolitan Opera. El 1912, Shawn es va traslladar a Los Angeles on va passar a formar part d'un grup de balls de saló d'exhibició amb Norma Gould com a parella.
No fou fins al seu trasllat a Nova York el 1914 quan Shawn es va adonar del seu veritable potencial com a artista, especialment fins que va conèixer la Ruth Saint Denis. Es van casar 2 mesos més tard, el 13 d'agost de 1914. Saint Denis no solament fou la seva companya, sinó que també va constituir una valuosa font per la creativitat de Shawn. Tots dos artistes creien fermament en el potencial de la dansa com a forma d'art integrada a la vida quotidiana. La combinació de la seva visió artística mútua, així com els coneixements empresarials de Shawn, van portar a la parella a obrir la primera Escola Denishawn a Los Angeles el 1915, amb l'objectiu de fusionar la dansa amb el cos, la ment i l'esperit.
Entre els espectacles més destacats coreografiats per Shawn durant els 17 anys de l'escola Denishawn destaquen Invocation to the Thunderbird (1917)', el solo Danse Americaine, interpretat per Charles Weidman (1923), Julnar of the Sea, Xochitl interpretat per Martha Graham (1920) i Les Mysteres Dionysiaques. A més de propiciar les carreres de Weidman i Graham, l'escola Denishawn també va allotjar com a estudiants Louise Brooks i Doris Humphrey.

## Estil i tècnica
Junts, Shawn i Ruth Saint Denis van establir una agrupació eclèctica de tècniques de dansa que incloïen el ballet (fet sense sabates) i el moviment que se centrava menys en la rigidesa i més en l'alliberament de la part superior del cos. A més la influència principalment oriental de Saint Denis, Shawn va aportar l'esperit de la influència nord-africana, espanyola, americana i ameríndia. The Denishawn Company, fundada per Shawn i Saint Denis el 1914, va inaugurar una nova era de la dansa moderna estatunidenca. Trencant amb les tradicions europees, les seves coreografies connectaven el físic i l'espiritual, recorrent a fonts antigues, indígenes i internacionals. L'orientalisme i l'apropiació cultural de Saint Denis i Shawn plantegen qüestions d'imperialisme, colonització i racisme. 

## Ted Shawn i els seus ballarins
Gràcies als problemes matrimonials i les dificultats financeres de Shawn, Denishawn va tancar a principis dels anys trenta. Posteriorment, Shawn va formar una companyia de dansa masculina d'atletes als quals s'ensenyava a l'Springfield College, amb la missió de lluitar per l'acceptació del ballarí nord-americà i donar a conèixer l'art des d'una perspectiva masculina.
La companyia, exclusivament masculina, tenia la seva seu a una granja que Shawn va comprar a prop Lee (Massachusetts). El 14 de juliol de 1933, Ted Shawn and His Men Dancers van tenir la seva primera actuació a la granja de Shawn, que més tard es coneixeria com a Jacob's Pillow Dance Festival. Shawn va produir amb aquesta companyia algunes de les seves coreografies més innovadores i controvertides, com ara "Ponca Indian Dance", "Sinhalese Devil Dance", "Maori War Haka", "Hopi Indian Eagle Dance", "Dyak Spear Dances" i "Molpai cinètic". Mitjançant aquestes obres creatives, Shawn va mostrar un moviment atlètic i masculí que aviat guanyaria popularitat. La companyia va actuar als Estats Units i al Canadà, recorrent més de 750 ciutats, a més d'obtindre èxits internacionals a Londres i l'Havana. Ted Shawn and His Men Dancers van concloure a Jacob's Pillow el 31 d'agost de 1940, amb una actuació de tornada a casa.
Shawn va mantenir una relació romàntica amb un dels seus ballarins, Barton Mumaw, des de 1931 a 1948. Barton Mumaw era una de les estrelles principals de la companyia, sent una figura destacada a la indústria de la dansa i considerant-se "el Nijinsky nord-americà". Mentre estava amb Shawn, Mumaw va iniciar una relació amb John Christian, director d'escena de la companyia. Mumaw va presentar en Shawn a en Christian. Més endavant, Shawn va associar-se amb Christian, amb qui es va quedar des de 1949 fins a la seva mort el 1972.

## Jacob's Pillow
Amb aquesta nova companyia va néixer Jacob's Pillow: una escola de dansa, un espai de retir i un teatre. Les instal·lacions també van acollir espectacles que, amb el temps, es van convertir en el Jacob's Pillow Dance Festival. Durant aquest període Shawn també va crear The School of Dance for Men, que va ajudar a promoure la dansa masculina a les universitats d'arreu del país.
Shawn va impartir classes a Jacob's Pillow fins pocs mesos abans de la seva mort als 80 anys. El 1965, Shawn fou guardonat amb el Heritage Award de la National Dance Association. La darrera actuació de Shawn a l'escenari del Ted Shawn Theatre al Jacob's Pillow va ser a Siddhas of the Upper Air, on es va reunir amb St. Denis pel seu cinquantè aniversari.
Saratoga Springs és la seu del National Museum of Dance, l'únic museu dels Estats Units dedicat a la dansa professional. Shawn va ser inclòs al grup Mr. & Mrs. Cornelius Vanderbilt Whitney Hall of Fame el 1987.

## Publicacions
Ted Shawn va escriure i publicar nou llibres que van servir com a base per a la dansa moderna:
- 1920 – Ruth St. Denis: Pioneer and Prophet
- 1926 – The American Ballet
- 1929 – Gods Who Dance
- 1935 – Fundamentals of a Dance Education
- 1940 – Dance We Must
- 1944 – How Beautiful Upon the Mountain
- 1954 – Every Little Movement: a Book About Francois Delsarte
- 1959 – Thirty-three Years of American Dance
- 1960 – One Thousand and One Night Stands (autobiografia, amb Grey Poole)

## Llegat
A la dècada de 1940, Shawn va cedir les seves obres al Museu d'Art Modern de Nova York. Posteriorment, el museu va desprendre d'aquestes obres i les va lliurar a la New York Public Library for the Performing Art i a l'arxiu Jacob's Pillow, mentre Shawn encara era viu. El ballarí Adam Weinert va considerar aquest fet com una violació de la política del MoMA de no vendre ni regalar obres d'artistes vius i va crear The Reaccession of Ted Shawn, representacions digitals i de realitat augmentada de les obres de Shawn.